# Chrysilla yarlungzangbo
Espèce
Chrysilla yarlungzangbo est une espèce d'araignées aranéomorphes de la famille des Salticidae.

## Distribution
Cette espèce est endémique du Tibet en Chine,. Elle se rencontre dans le xian de Mêdog.

## Description
La carapace du mâle holotype mesure 2,23 mm de long sur 1,71 mm et l'abdomen 4,15 mm de long sur 1,06 mm.

## Systématique et taxinomie
Cette espèce a été décrite par Yang et Zhang en 2024.

## Étymologie
Son nom d'espèce lui a été donné en référence au lieu de sa découverte, Yarlung Zangbo Jiang.

## Publication originale
- (en) Yang et Zhang, « On eight species of Chrysillini from Xizang, China (Araneae: Salticidae: Salticinae) », Zootaxa, no 5447 (2),‎ 2024, p. 151-187